# バラク (チャガタイ家)
バラク（Barāq、? - 1270年もしくは1271年）は、モンゴル帝国のチャガタイ・ウルスの第9代当主で第5代カン（1266年 - 1271年）。漢語表記は八剌。ペルシア語資料では براق (Barāq)。チンギス・カンの次男チャガタイの長男であったモエトゥケンの三男イェスン・トアの次男である。チャガタイの曾孫にあたり、伯父にブリ、叔父に第2代君主カラ・フレグ、従兄弟に第8代君主ムバーラク・シャーがいる。

## 生涯

### 即位以前
若年期の動向については不詳であるが、1266年に第7代当主アルグが死去したとき、中央アジアのイリ川渓谷にあるチャガタイ家のウルスではなくモンゴル高原・中国におり、モンゴル帝国の中央政権である大元ウルスのカアン、クビライに近侍していた。
アルグが死去すると、チャガタイ家の正嫡であるムバーラク・シャーが第8代当主に即位したが、クビライはチャガタイ家の当主に自身の側近を据えることで中央アジアの統制を強化することを狙って、バラクをアルグの後継者に指名して中央アジアに送り出した。

### 中央アジア進出
バラクはイリ渓谷に入るとムバーラク・シャーからチャガタイ家当主の座を奪ったが、自らチャガタイ・ウルスの支配を確立すると、クビライの傀儡となることを嫌ってカアンに反抗した。バラクは本来カアンの所領であるがクビライ即位前後の混乱によって帰属が曖昧になっていた中央アジアのオアシス地帯を支配下に置くため、マー・ワラー・アンナフルに兵を送ったが、その支配権を巡って同じくクビライに反旗を翻していたオゴデイ家のカイドゥと対立した。
結局1269年の春になってバラクとカイドゥは和議を結び、ジョチ家の代表ベルケチェルを交えて三者でタラス川の河畔で会盟を行い、チャガタイ家がマー・ワラー・アンナフルの3分の2を領有し、残りをオゴデイ家とジョチ家が分割することを約した（タラス会盟）。

### 遠征
バラクは、タラス会盟でなおも所領を欲したため、三者はホラーサーン方面へ遠征してその不足分を補う事を約した。これによりオゴデイ・ジョチ両家との同盟を後ろ盾とし、1270年クビライの甥で同盟者のアバカを当主とするイルハン朝（フレグ家）の支配地域であるホラーサーン地方を奪取するためにアム川を渡った。この遠征軍に参加したチャガタイ、オゴデイ家の王族たちは、前チャガタイ家当主ムバーラク・シャーや、バラクの後に当主となるニクベイ、オゴデイ家からはグユクの孫のチャバトや甥のキプチャクなどがいた。しかし、アム川を渡った前後に、遠征に参加していたオゴデイ家の王族キプチャクとチャバトが、軍中でバラクの家臣と口論のすえ離反し、カイドゥのもとへ帰還してしまう事件が起きた。バラクの遠征軍はなおも進撃してニーシャープールを劫略するなどホラーサーン東部を略奪したが、ヘラート近郊のカラ・スゥ平原の戦いで、アゼルバイジャンから急派してイラン各地の諸軍を率いたアバカの迎撃にあって大敗した。
この敗北によって、ジョチ・ウルスのモンケ・テムルはアバカの勝利を祝して多数の贈答品を送り、イルハン朝との友好関係の修復を図っており、一方でバラクの支配下の諸部族、王族たちがバラクから離反したうえ、カイドゥとの対立が再燃した。バラクの即位と圧政を不服とする王族たちはカイドゥのもとに投降し、カイドゥは和解と称して大軍をもってバラクの幕営を囲んだが、バラクはカイドゥとの会談を控えた前夜に営中で急死した。カイドゥによる毒殺とする見解が有力である。

### 死後
バラクの死後、遠征軍に参加していたムバーラク・シャーがカイドゥに帰順するなど、チャガタイ家では利害を異にする王族同士の内紛が起こり、およそ三派に分裂した。カイドゥ、アバカの介入によってチャタガイ家の領土が荒廃した末に、結局1282年になって、カイドゥと和解したバラクの遺児のドゥアがカイドゥによって当主に任命されることになり、1301年にカイドゥが死ぬまでチャガタイ家のウルスはその支配下に置かれた。